# 爱奥尼柱式

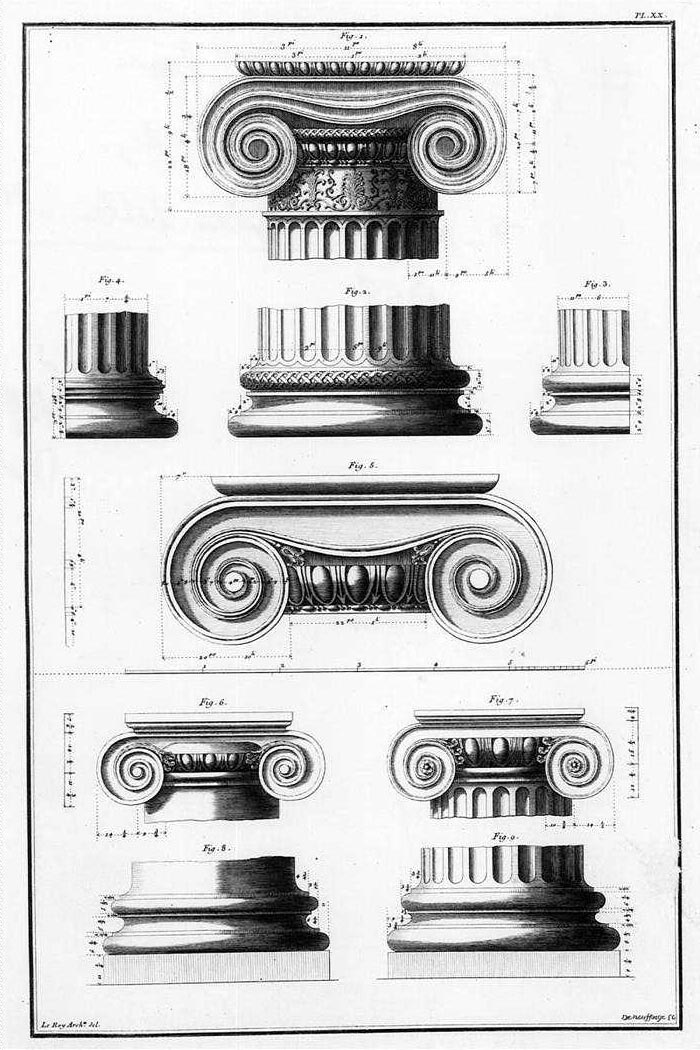
18世紀建築師對於愛奧尼柱式的設計、結構，繪製於1758年，出自於朱利安·大卫·勒罗瓦：《希腊最美的史迹（插图十）。

爱奥尼柱式（希臘語：Ιωνικός ρυθμός）源于古希腊，是希腊古典建筑的三种柱式之一（另外两种是多立克柱式和科林斯柱式），其纤细秀美，又被称为女性柱。由于其优雅高贵的气质，广泛出现在古希腊建筑中，如雅典卫城的胜利女神神庙和俄瑞克忒翁神庙。

## 历史

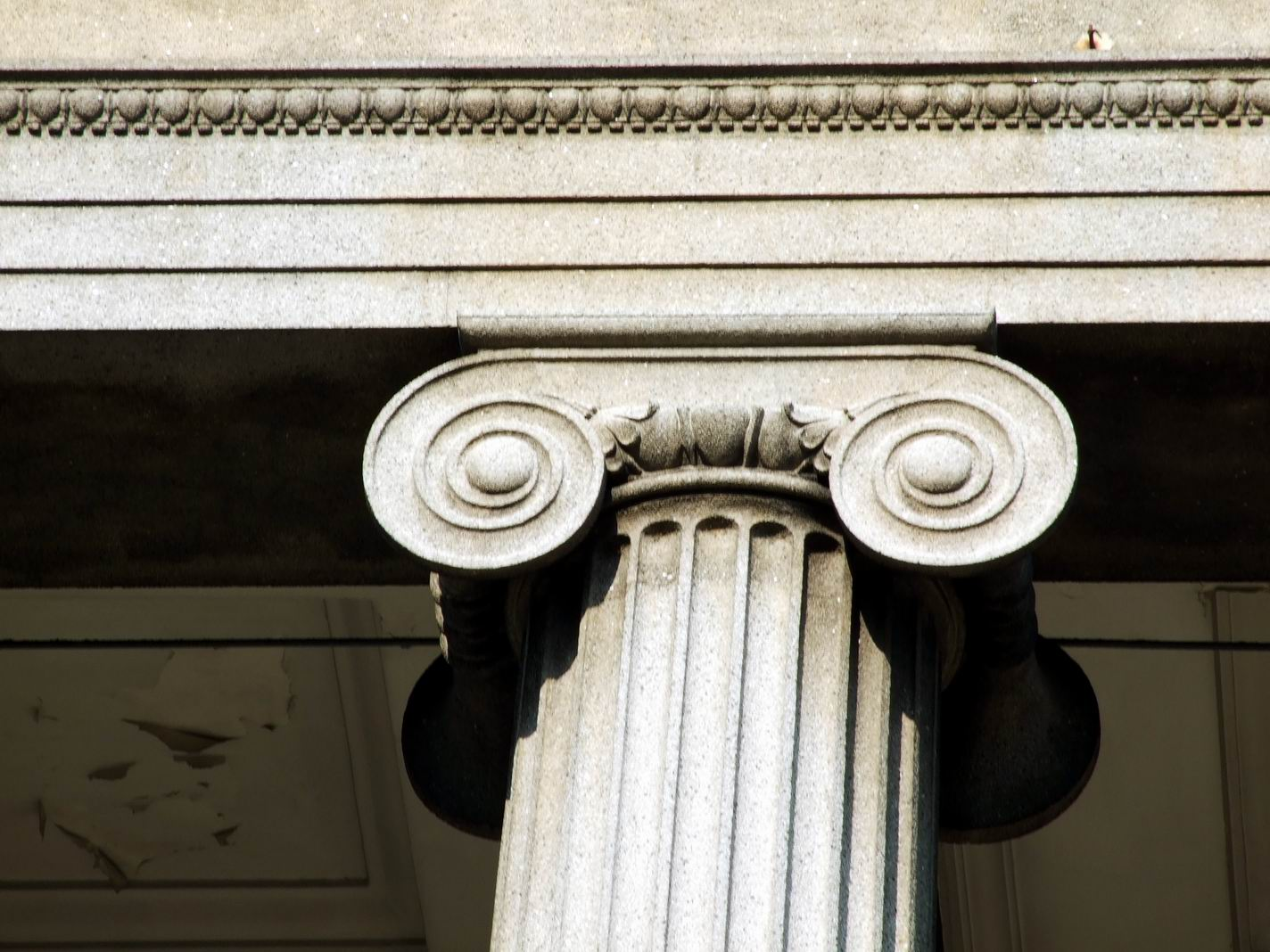
愛奧尼柱式圓柱局部

爱奥尼柱式起源于前6世纪中叶的爱奥尼亚，在前5世纪传入希腊大陆。第一个爱奥尼风格的神庙是于前570年至前560年间建于萨摩斯岛的赫拉神庙，建筑师为罗伊科斯。以弗所的阿耳忒弥斯神庙是一座存在长达6个世纪的爱奥尼神庙，也是世界七大奇迹之一。帕德嫩神庙主要由多立克柱式组成，但融合了一些爱奥尼元素，厄瑞克忒翁神廟有纯粹的的爱奥尼元素。
维特鲁威在《建筑十书》中认为多利克式柱式源于粗壮的男性身体比例，而爱奥尼式则源于更优雅的女性的身体。但由于没有维特鲁威之前的建筑理论存世，难以判断其真正含义。文艺复兴时期的建筑家接受了维特鲁威的想法，将爱奥尼柱式阐释为庄重的妇女，而不像科林斯柱式那样全然女性化。爱奥尼柱式是文艺复兴后图书馆和法庭建筑的主导柱式，象征知识和文明。

## 概要

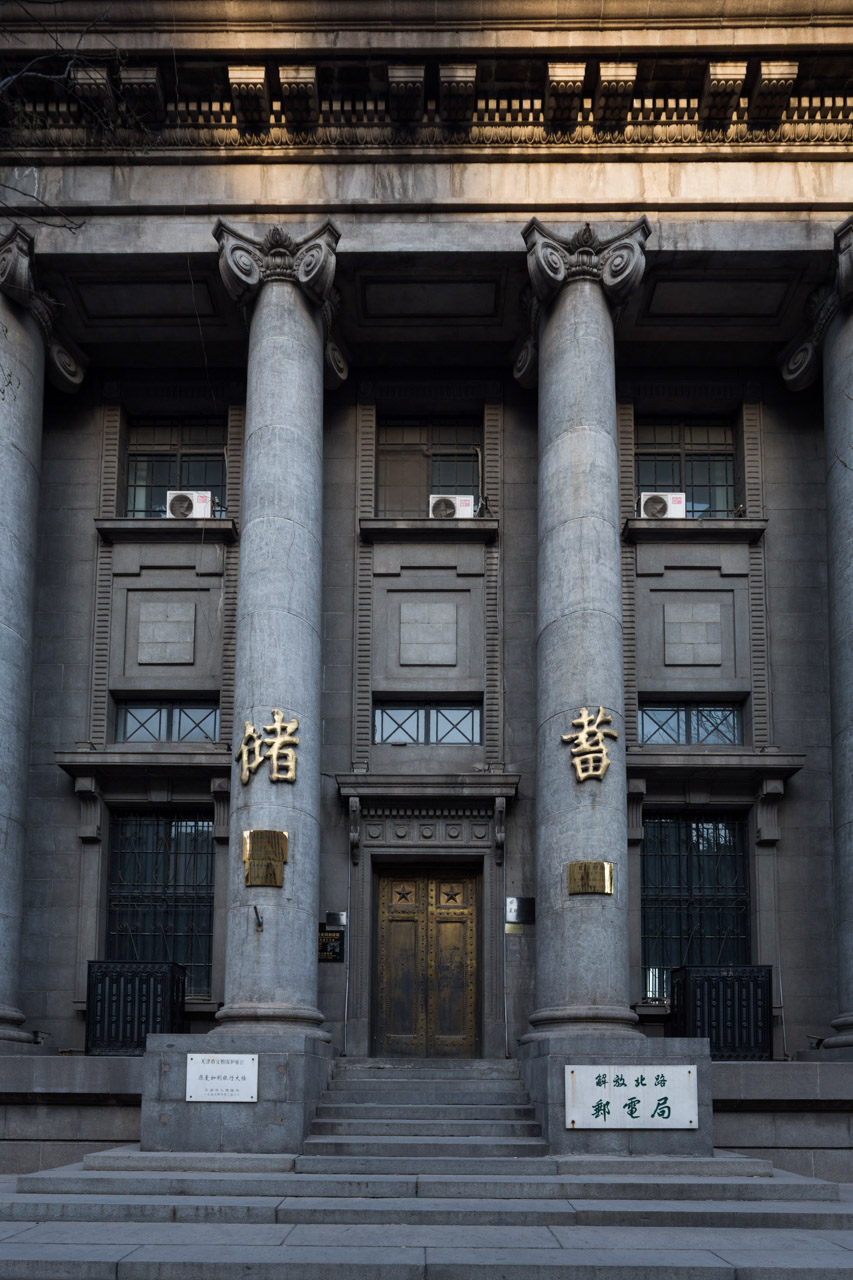
爱奥尼柱整体特写

與多立克柱式不同，爱奥尼柱通常竖在一个基座上，将柱身和建筑的柱列脚座或平台分开。爱奥尼柱的柱头由一对标志性的涡形装饰置于模塑的柱帽（echinus）之上，或是从内绽放出。柱帽通常附以蛋与鏢（egg and dart），一种椭圆与箭头交替排列的装饰线条。最初涡形装饰位于同一个平面上，后来变为在两旁向外突出。这使得它在前4世纪比多利克柱式更为多变适用，不论在正面或侧面观察，它都呈同样的宽度。16世纪文艺复兴建筑师和神学家斯卡默基设计了这种完美排列的四边爱奥尼柱头，成为了当时的标准，而当真正的爱奥尼柱式在18世纪希腊复兴式风格中被重新发现时，人们重新发现它是如此朴素。
在涡形装饰之下，爱奥尼柱可以有一个宽的柱环将柱头从刻有凹槽的柱身上分割开，或者由一个花和水果的垂花饰从涡纹的缝隙中，或从它们的眼中转出。柱身上有24个凹槽，这个标准固定了凹槽同直径的比例。爱奥尼柱比多利克柱要纤细，在美国的改良版中更为纤细。
柱上楣沟有三个部分：一个平直的柱顶过梁（architrave）被分成两或三条水平带，上面支撑一个装帧精美的雕带（frieze），以及用齿饰组成的上楣柱（状如紧密排列的工字钢）。有一个冠状（corona）及反曲线（cyma）的线脚以支撑伸出的屋顶。雕带上的浅浮雕是爱奥尼柱式的一大特征，（多利克柱式在同样的位置布置的是三联浅槽（triglyph）饰）。罗马和文艺复兴时期的建筑通过减少柱顶过梁的比例将楣沟的高度减小，使雕带更为明显。

## 画廊

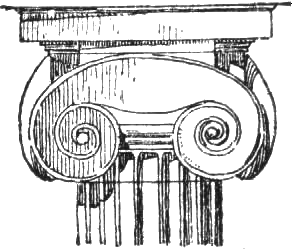
爱奥尼柱头，Nordisk familjebok，1910年
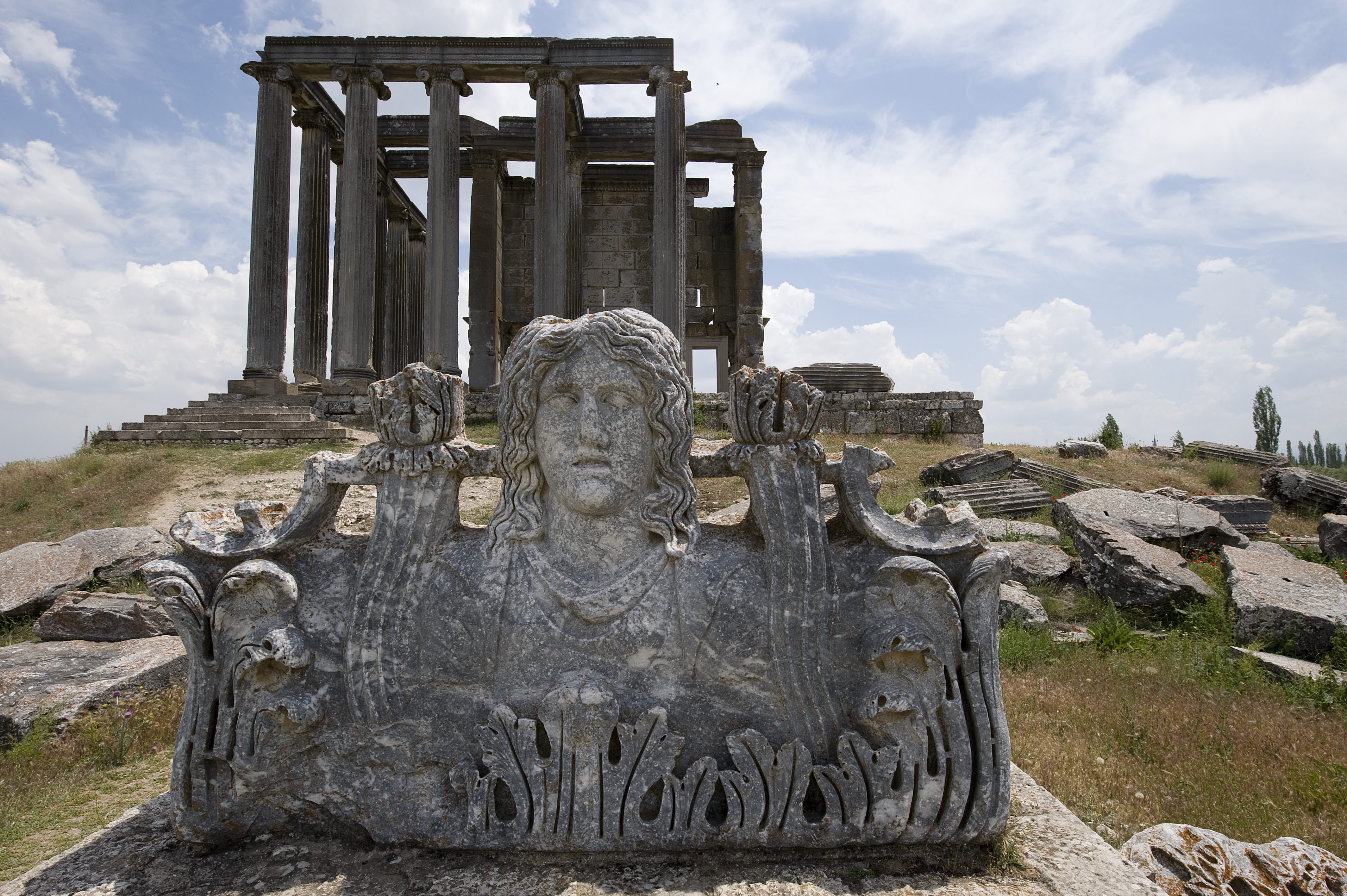
位于埃扎诺伊的宙斯神庙
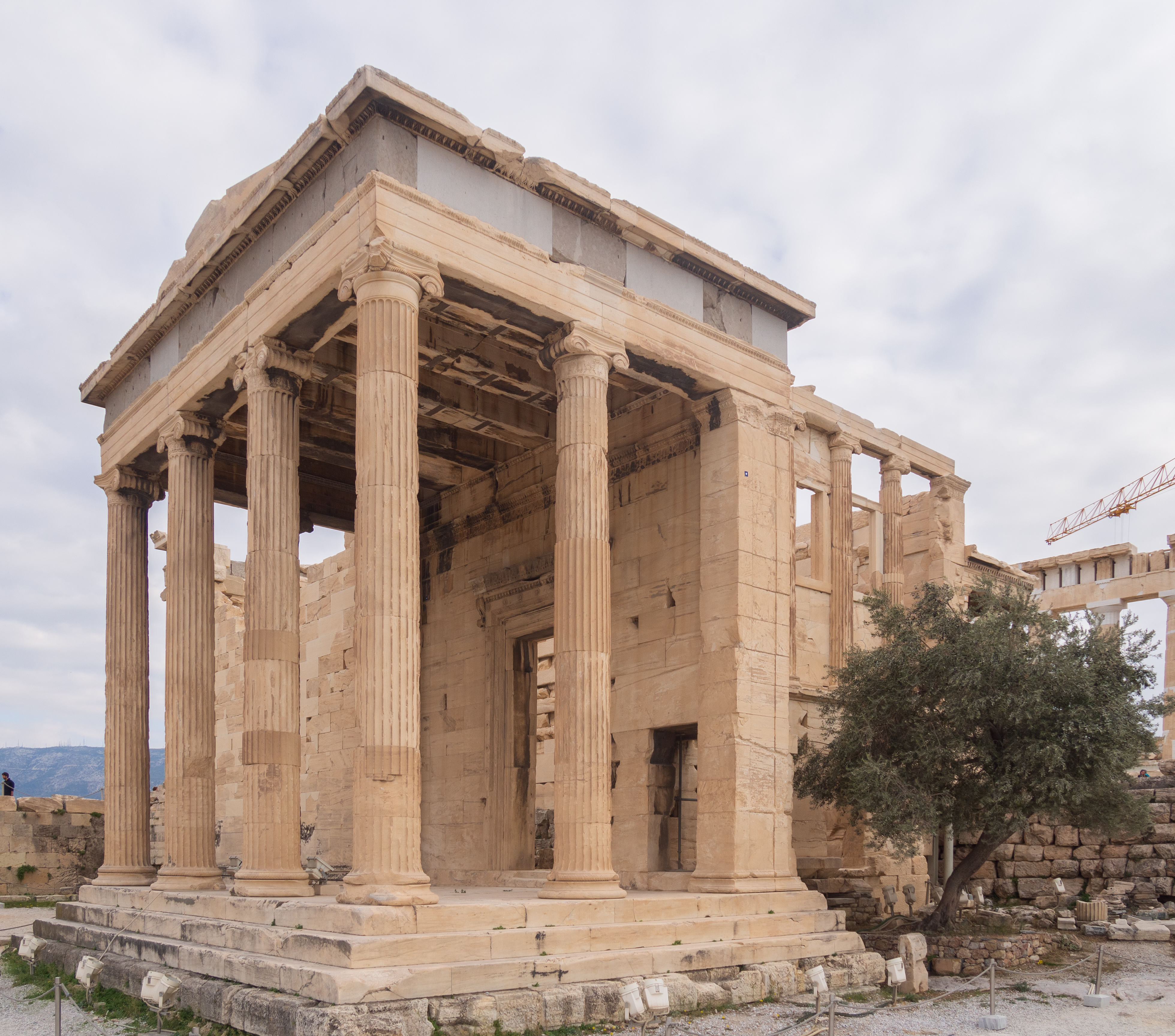
一座雅典卫城上的古希腊神庙：俄瑞克忒翁神庙
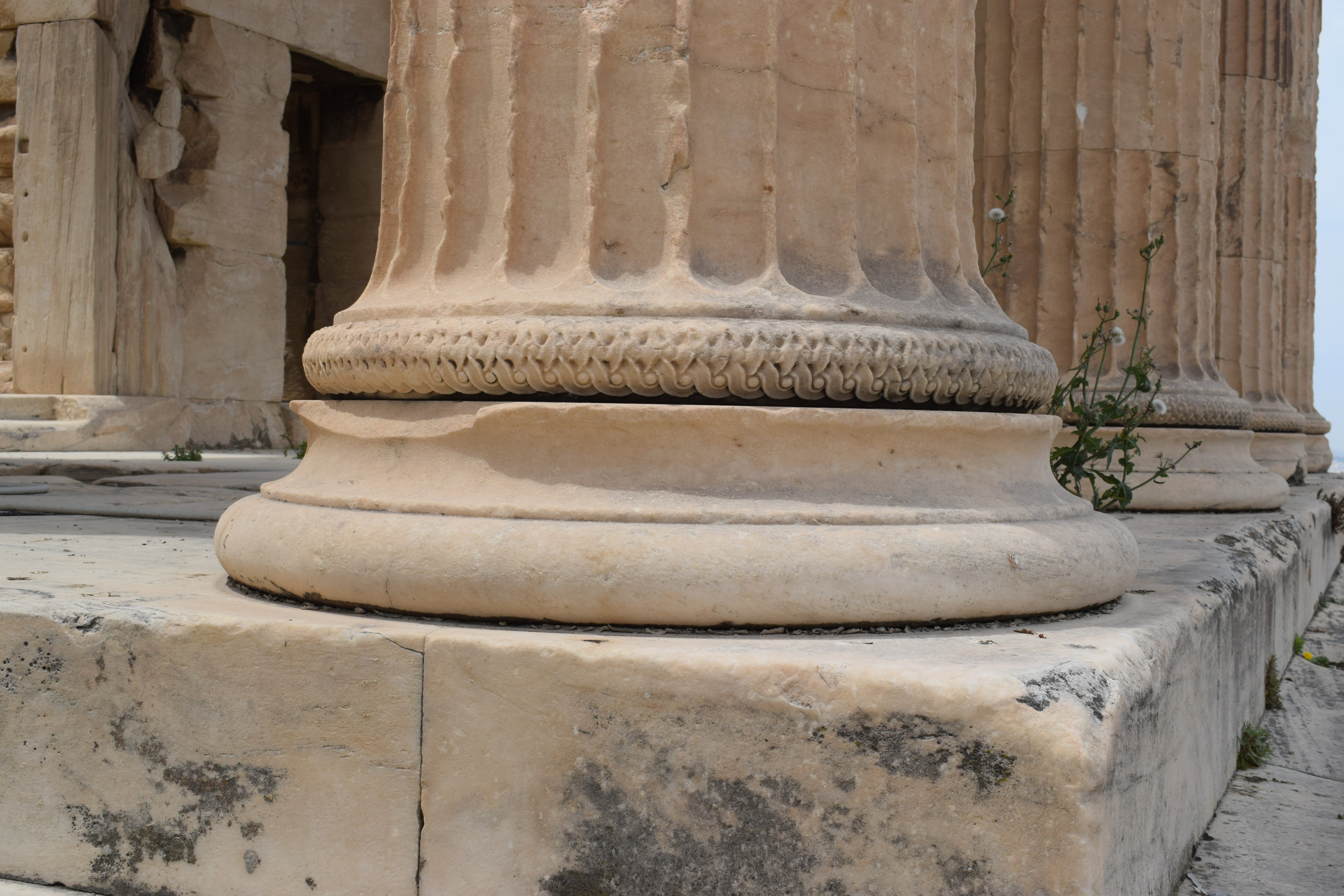
爱奥尼柱式的基座，位于俄瑞克忒翁神庙
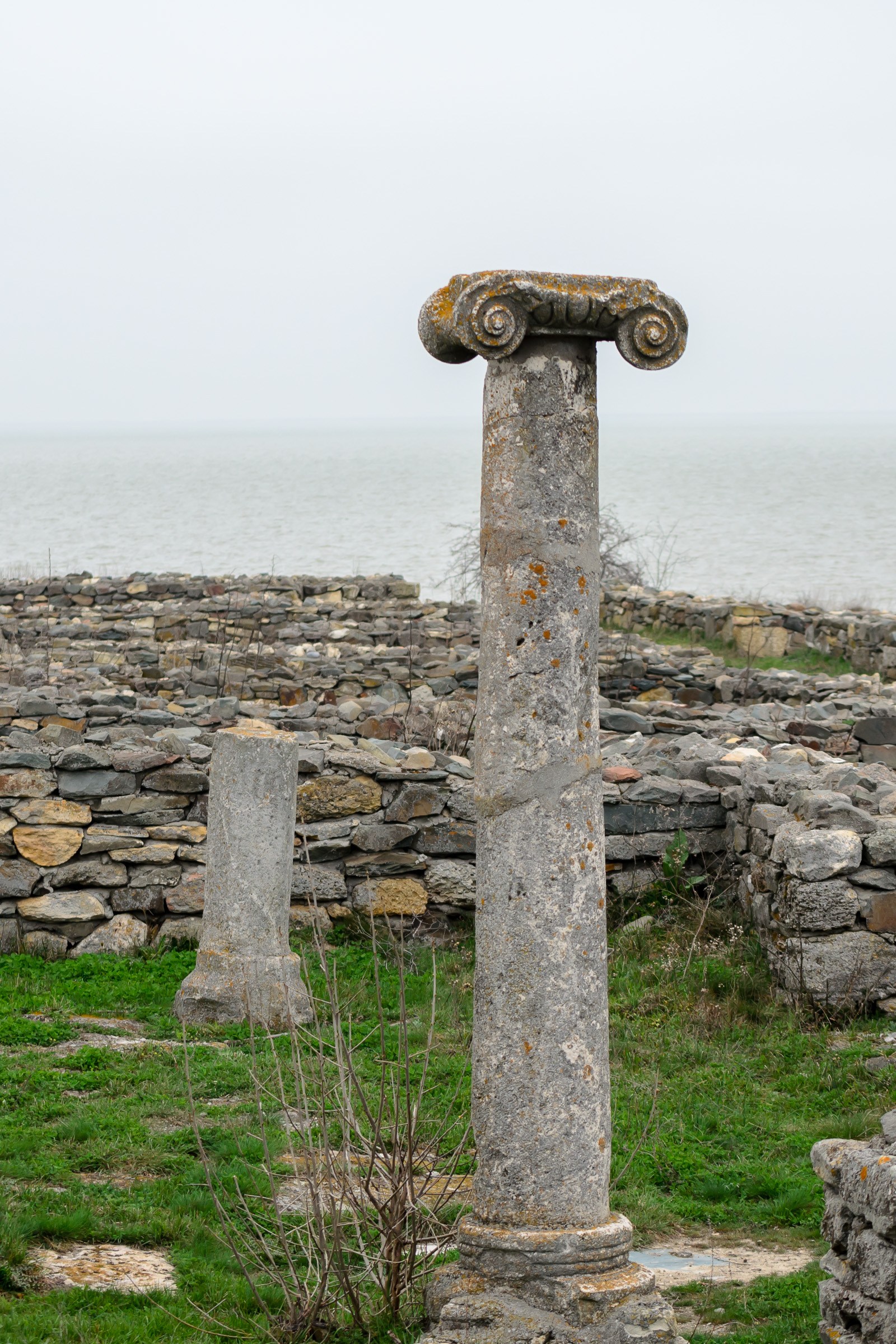
古代爱奥尼柱式，位于罗马尼亚的Histria（一个位于黑海西岸的古希腊殖民地）
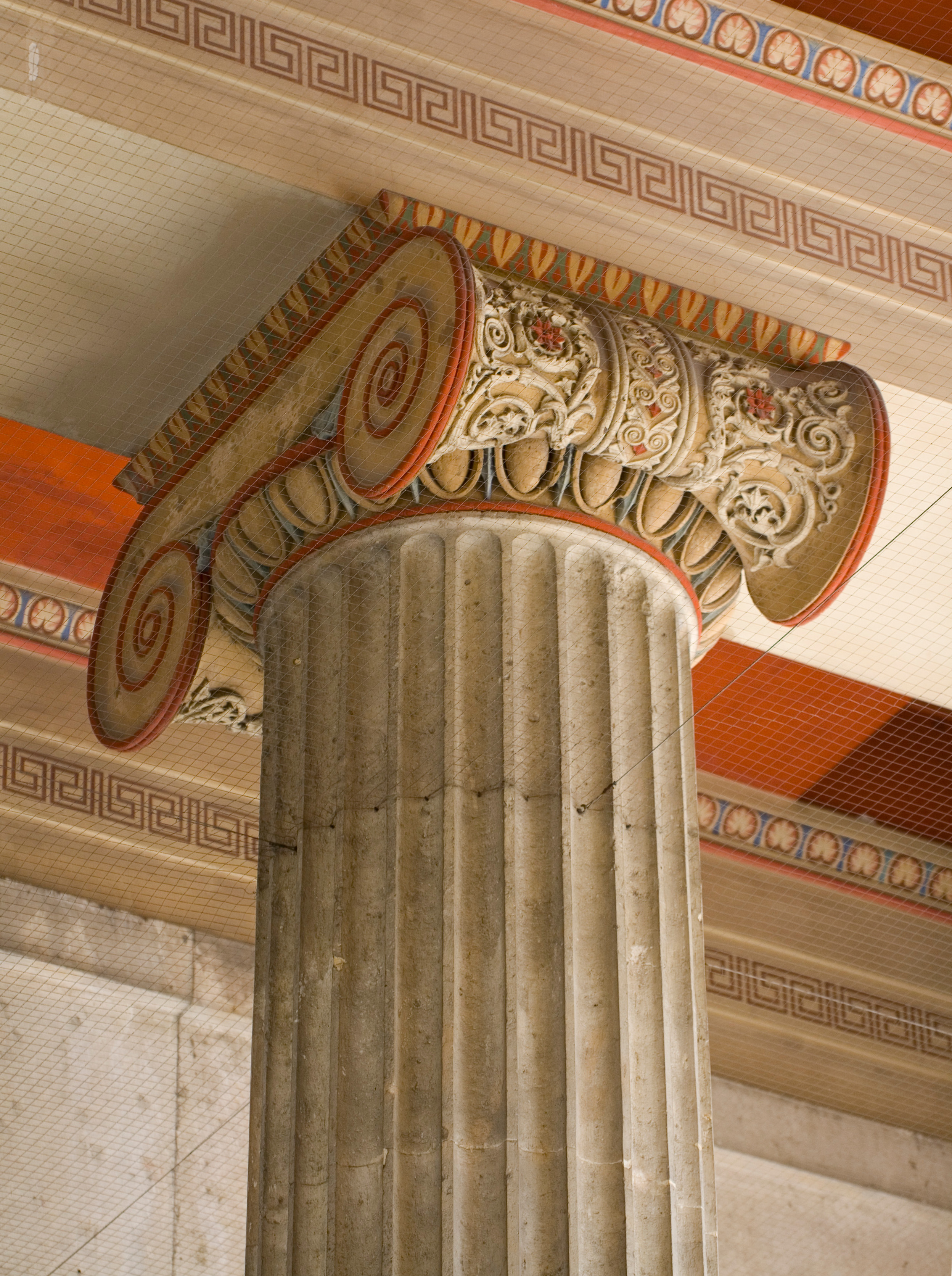
Ionic capital partially colored, inside the Propylaea (Munich, Germany)
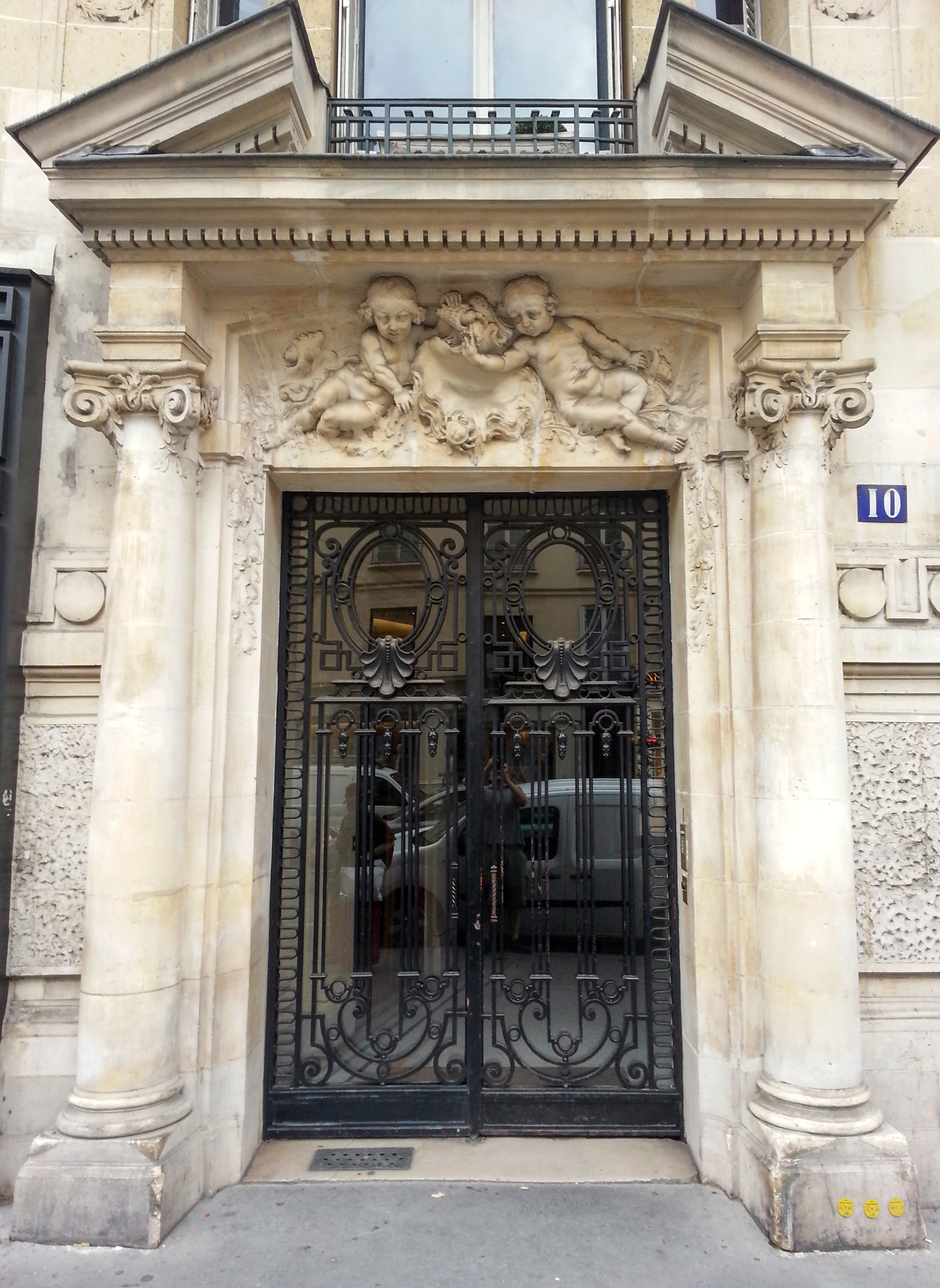
在一扇金属玻璃门两旁的爱奥尼柱式，位于巴黎
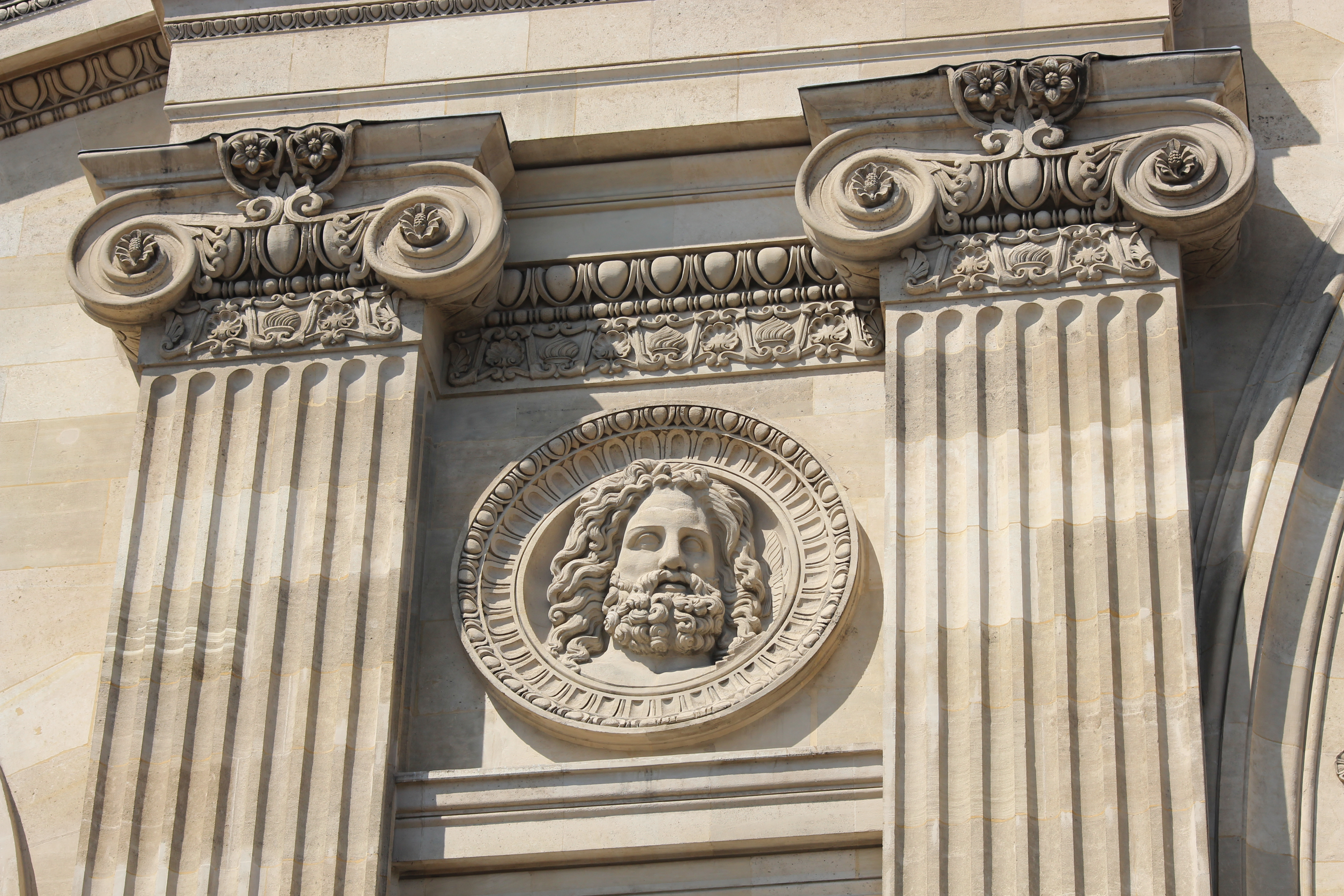
爱奥尼壁柱，位于巴黎北站
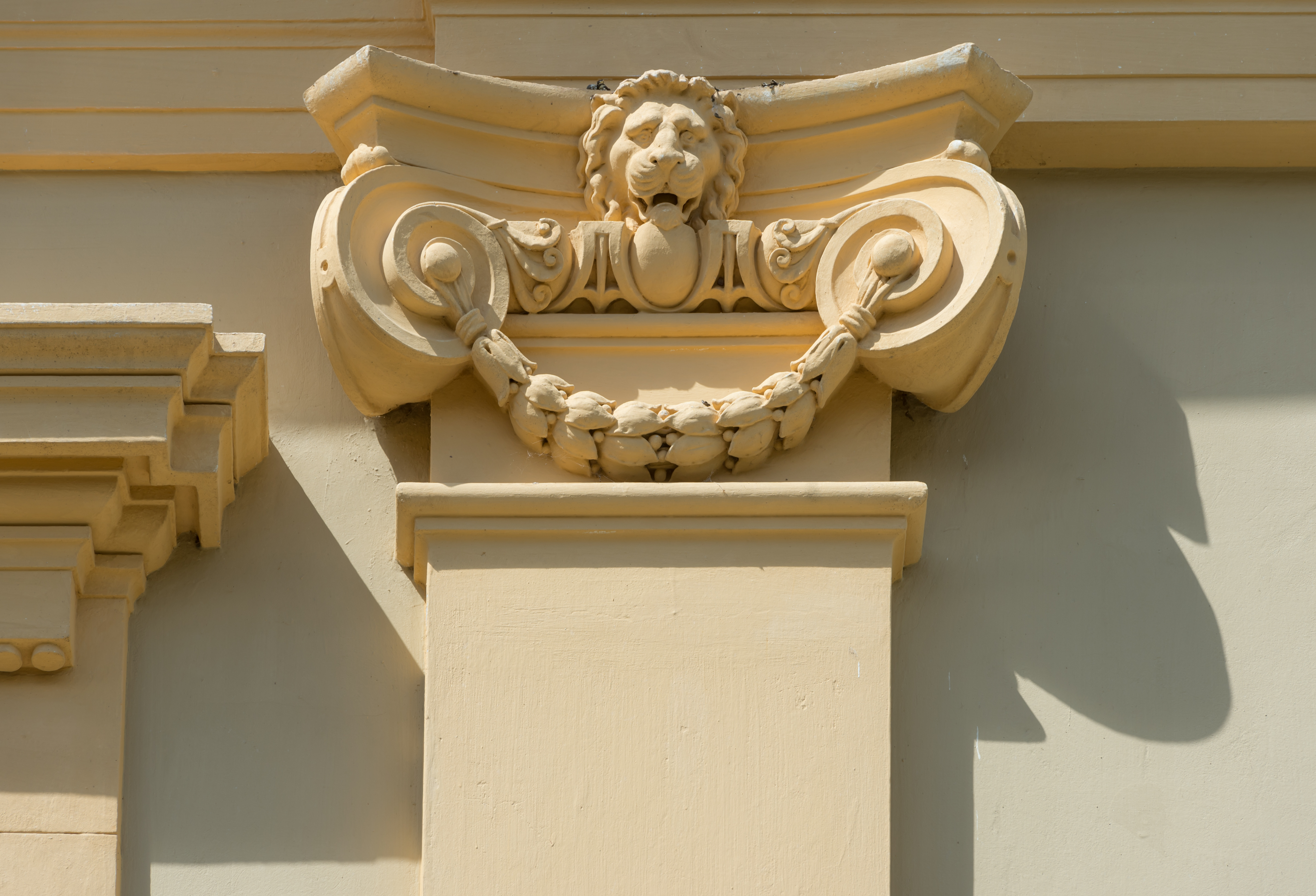
新文艺复兴时期的柱壁柱头，位于奥地利的韦尔特湖畔珀查赫，饰有狮子头和花彩
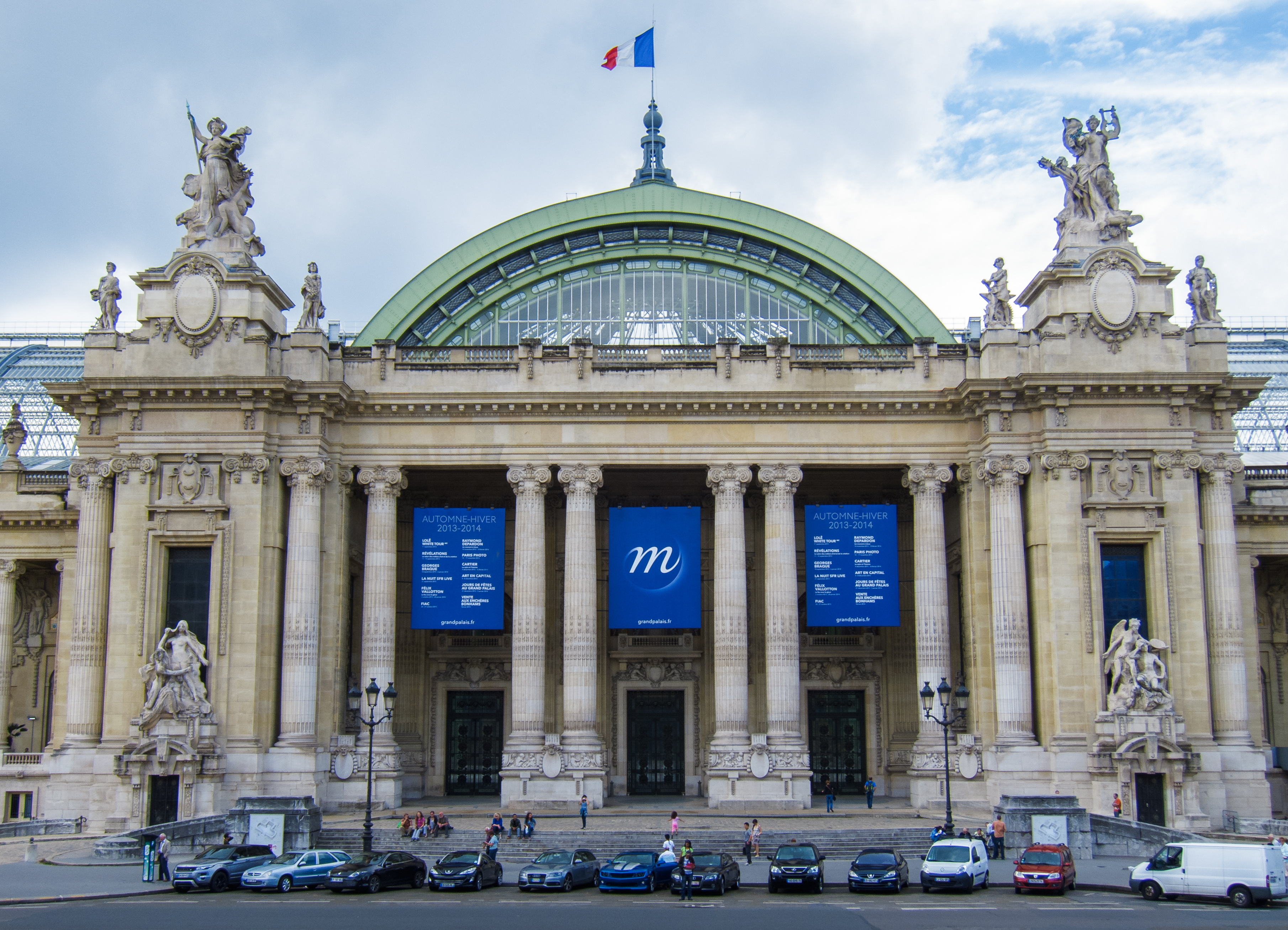
巴黎大皇宫，1900年
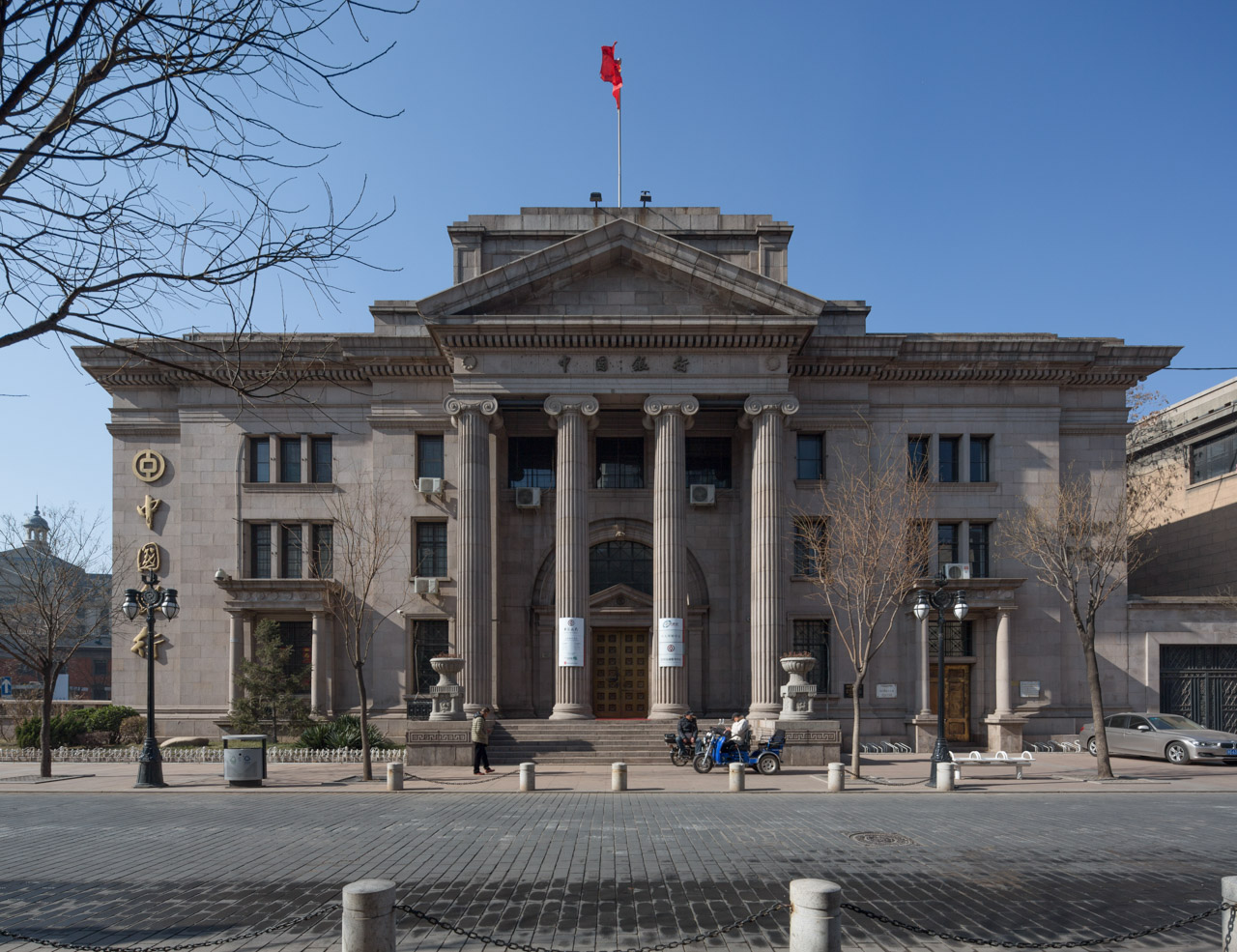
天津汇丰银行大楼主楼东入口两侧，设有四根对称布置的典型爱奥尼克柱